# Juan Martín Velázquez
Juan Martín Velázquez (Levalle, 19 novembre 2004) è un calciatore argentino, attaccante del Belgrano.

## Carriera
Velázquez è cresciuto nel settore giovanile del Belgrano, con cui ha firmato il primo contratto professionistico nel dicembre del 2023. Ha debuttato in prima squadra il 12 maggio 2024 nell'incontro di Primera División pareggiato 4-4 contro il Racing Club e quattro giorni più tardi ha segnato il suo primo gol in Coppa Sudamericana contro il Real Tomayapo, decisivo nella vittoria per 1-0.

## Statistiche

### Presenze e reti nei club
Statistiche aggiornate al 30 maggio 2024.
| Stagione        | Squadra         | Campionato      | Campionato | Campionato | Coppe nazionali | Coppe nazionali | Coppe nazionali | Coppe continentali | Coppe continentali | Coppe continentali | Altre coppe | Altre coppe | Altre coppe | Totale | Totale | Totale |
| Stagione        | Squadra         | Comp            | Pres       | Reti       | Comp            | Pres            | Reti            | Comp               | Pres               | Reti               | Comp        | Pres        | Reti        | Pres   | Reti   |        |
| --------------- | --------------- | --------------- | ---------- | ---------- | --------------- | --------------- | --------------- | ------------------ | ------------------ | ------------------ | ----------- | ----------- | ----------- | ------ | ------ | ------ |
| 2024            | Belgrano        | PD              | 4          | 0          | CA+CdL          | 0               | 0               | CS                 | 2                  | 1                  |             | -           | -           | 6      | 1      |        |
| Totale carriera | Totale carriera | Totale carriera | 4          | 0          |                 | 0               | 0               |                    | 2                  | 1                  |             | -           | -           | 6      | 1      |        |